# Улютін Денис Валерійович
Денис Валерійович Улютін (нар. 18 квітня 1982) — український державний службовець. З 2025 року — Міністр соціальної політики, сім'ї та єдності України. Раніше, з 2020 по 2025 рік, був першим заступником Міністра фінансів України.

## Біографія
Народився 18 квітня 1982 року. У 2004 році закінчив Національну академію державної податкової служби, здобув кваліфікацію магістра фінансів.

### Кар'єра
Починав свій кар'єрний шлях з посади головного державного податкового інспектора Державної податкової адміністрації України.
З березня 2010 року по квітень 2016 року працював в Апараті Прем'єр-міністра України.
З квітня 2016 року по червень 2018 року був керівником Патронатної служби Міністра фінансів України. Має Подяку Міністерства фінансів України від 16 червня 2017 року.
З квітня 2019 року обіймав посаду заступника Державного секретаря Секретаріату Кабінету Міністрів України.
З 2020 по 2025 рік обіймав посаду першого заступника Міністра фінансів України. 17 липня 2025 року був призначений міністром соціальної політики, сім'ї та єдності України в уряді Юлії Свириденко.

## Особисте життя
Одружений, має дочку.